# Euonymus japonicus
Euonymus japonicus là một loài thực vật có hoa trong họ Dây gối. Loài này được Thunb. mô tả khoa học đầu tiên năm 1780.

## Hình ảnh

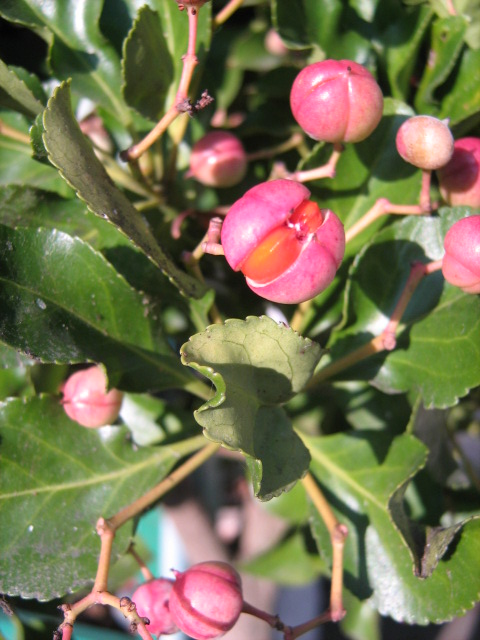
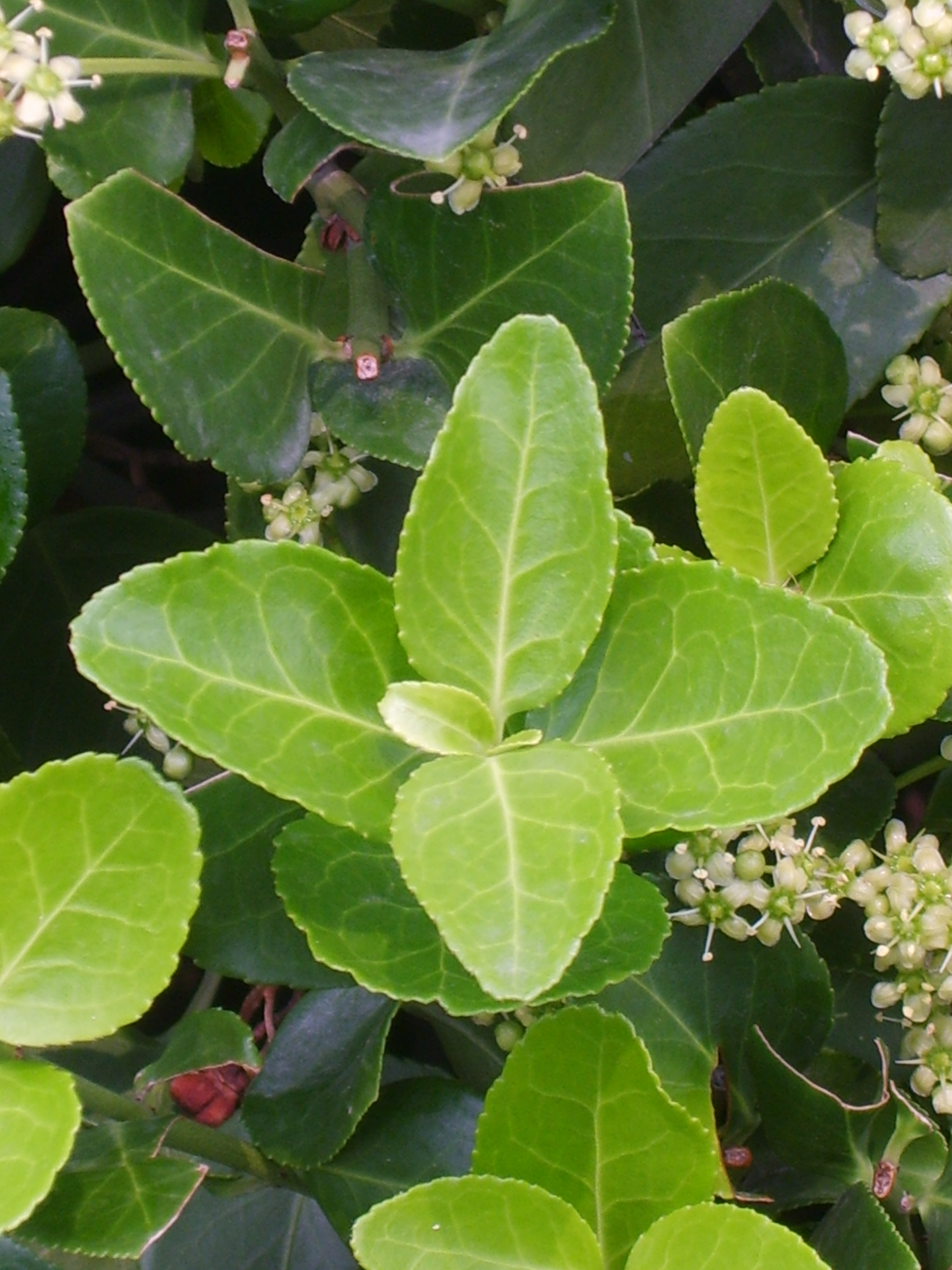
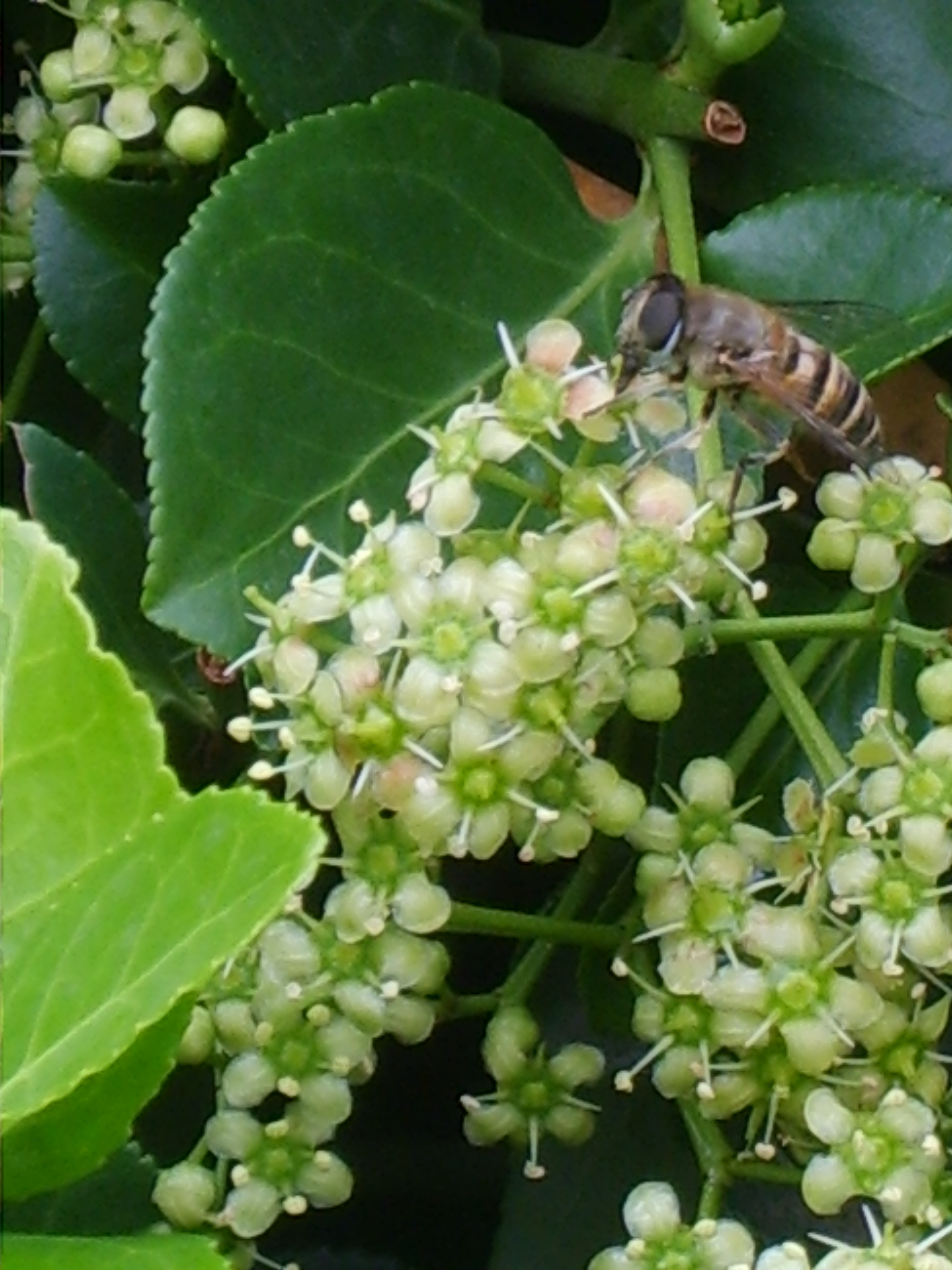
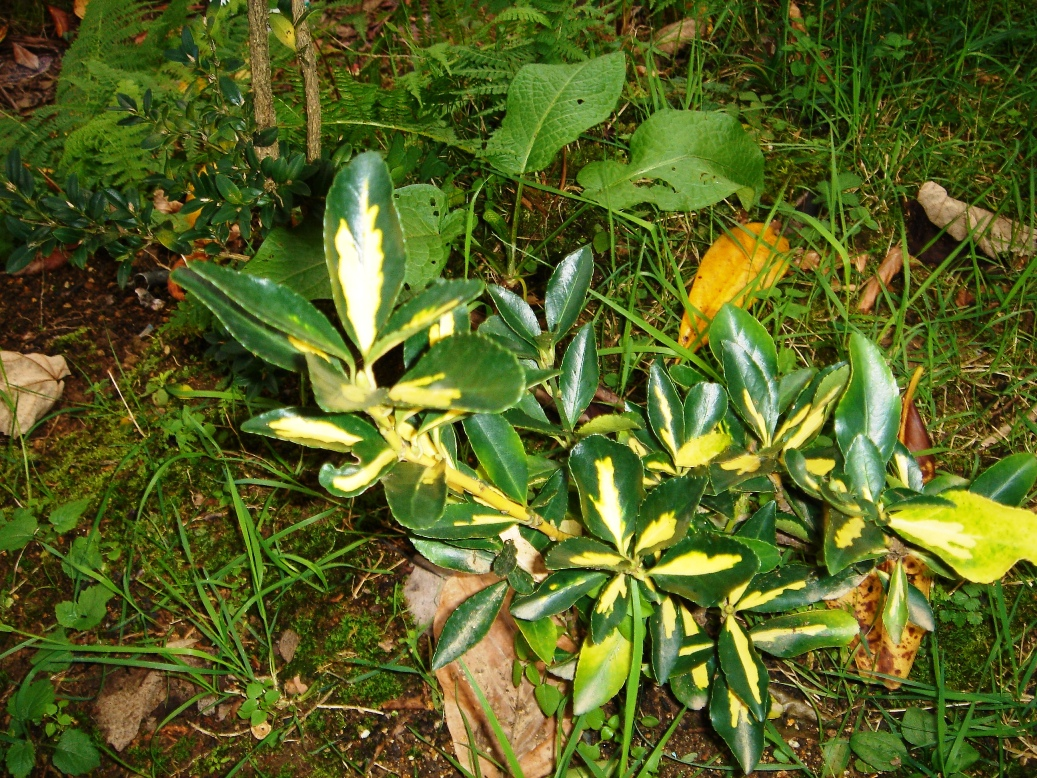